# 貴婦人
貴婦人（日语：ジェンティルドンナ），是日本純種競賽馬匹，生涯稱霸中長途賽事，曾於2012年贏得雌馬三冠，其後於2013年成功達成日本賽馬史上首次日本盃連霸，被譽为日本2010年代最強雌馬之一，並於2016年被選爲日本中央競馬會殿堂馬。

## 出賽前
2009年2月20日出生於北海道安平町北部牧場，成長途中於一口馬主俱樂部Sunday Racing Co. Ltd.進行馬主募集。
其後交由栗東訓練中心練馬師石坂正訓練，於訓練途中展現優秀的心肺功能。

## 競賽生涯

### 2歲
11月19日出戰京都競馬場2歲新馬，由杜滿萊策騎下，受限於大爛地的影響，其最終未能於直路有效加速，最終以第二完賽。
其後出戰2歲未勝利戰，於曼迪沙寶策騎下成功以後上姿態超越對手，更以3 1/2馬位優勢奪得首勝。

### 3歲
2012年首戰爲新山紀念，比賽途中保持於先頭位置逐步向前，進入直路後成功爆發速度衝出並超越前方馬匹，最終以1 1/4馬位拋離第二的Meiner Attract獲得首個分級賽冠軍。
其後出戰鬱金香賞，改爲由岩田康誠策騎，賽前僅次於上年度最佳2歲雌馬Joie de Vivre獲得第二人氣。比賽開始後，其停留於中團靠後位置推進，雖然於直路上成功加速衝刺，但仍然未能超越前方的哈娜目標、辛辣風味及Joie de Vivre以第四落敗。
4月8日出戰櫻花賞，再度獲得第二人氣。比賽開始後，其保持於第十左右的靠後位置追走，進入直路後於中間位置衝出開始加速。直路中段，其開始迫近前方的極峰及I'm Yours，並於最後關頭成功透出進佔領先位置，最終其以1/2馬位奪得首個分級賽冠軍。

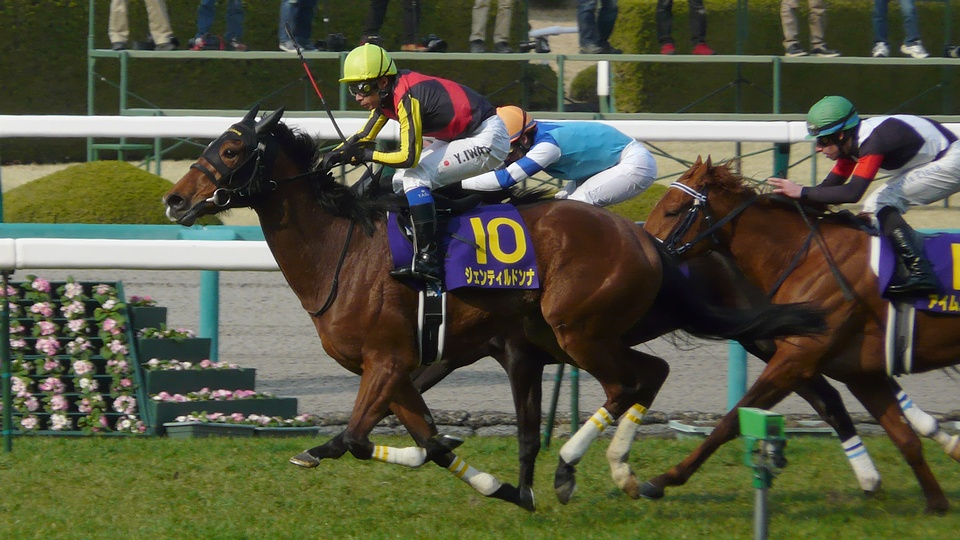
出戰櫻花賞的貴婦人

5月20日出戰優駿牝馬（日本橡樹大賽），由於主戰騎師岩田因犯規被罰停賽，改由川田將雅代打策騎。雖然其於此前獲得櫻花賞，但仍然落後於百花盃冠軍Midsummer Fair及櫻花賞亞軍極峰獲得第三人氣。比賽開始後，騎師川田指揮其停留於中團位置等待時機，無視由前方Meine Epona做出的前1000米59.1秒的較快步速。進入直路後，其隨即開始發力衝刺並跑出後600米34.2秒的驚人末腳，輕鬆地於直路中段超越對手取得領先，最終於其繼續加速下，以拋離第二名極峰5馬位的姿態、2分23.6秒的破紀錄時間取得冠軍。
夏季放草過後於8月1日返回馬房訓練，於9月16日出戰玫瑰錦標並以輕鬆的姿態壓過極峰取得冠軍。
10月14日出戰秋華賞，賽前以1.3倍獨贏賠率獲得壓倒性的第一人氣。比賽開始後，再次採用拿手的中團戰術。比賽進入中盤，第十五人氣的Cherry Medusa從最後方一口氣加速，取代極峰成爲前領馬，其後更繼續與主馬群拉開距離。後方馬群由第三彎道開始逐漸加速，進入直線後貴婦人憑藉其末腳速度衝出與極峰並列，兩駒隨即以平頭的姿態一同追擊前方的Cherry Medusa，超越Cherry Medusa後亦持續交鋒以平頭的姿態衝線。最終經過賽後的審議及討論，賽會宣判貴婦人以7厘米細微差距獲勝，第四度壓過極峰獲得冠軍，成爲計2年前夏威夷鳥後的第四匹三冠雌馬，亦成功達成父女三冠的成就。

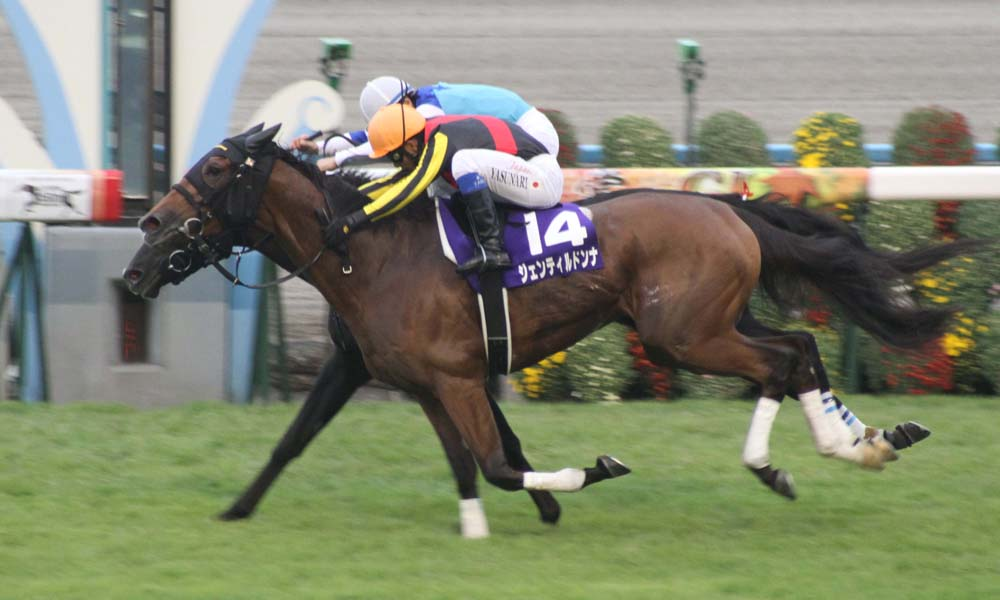
出戰秋華賞的貴婦人

11月25日出戰日本盃，將和上年度奪得經典三冠的黃金巨匠決戰，爲計1985年春季天皇賞後暌違28年的三冠馬對決。除此之外，本年度凱旋門大賽冠軍蘇林美亞、春季天皇賞冠軍霹靂戰駒及女皇盃冠軍統治地位等強敵亦於對手行列之中。本屆比賽十七匹參戰賽駒均曾贏得分級賽，於其中更有九匹一級賽得主，因而被稱爲一場「血戰」。比賽開始後，其於領放馬霹靂戰駒後方約莫第二的位置追趕，但通過第三彎道時放慢速度後推至中團位置。進入直路後，其重新二段加速並與及黃金巨匠展開纏鬥，最終憑藉其較強壯的體格成功阻止對方上前，以鼻位險勝奪得冠軍，亦成功達成父女制霸。不過，賽後黃金巨匠陣營就貴婦人在最後纏鬥階段的粗暴行為提出了申訴（依據黃金巨匠主戰騎手池添謙一的證言，貴婦人連續三次刻意衝撞，導致體型偏輕巧的巨匠失速，巨匠甚至一度因衝撞四腳騰空，幾乎導致意外)，最後日本中央競馬會對貴婦人的騎師岩田處以禁賽2日的處分。
年末，由於其成爲三冠雌馬及贏得日本盃，於最佳3歲雌馬評選中以全票289票當選，更以256票當選日本馬王。

### 4歲
進入2013年，陣營確定本年度計劃爲先遠征阿聯酋出戰杜拜司馬經典賽，然後出戰國內的寶塚紀念，最終以秋季的凱旋門大賽爲主要目標。
3月30日按照計劃出戰杜拜司馬經典賽，於比賽途中以一貫的節奏保持於中團，進入直路後隨即和一同衝出的聖堂展開爭奪，但其明顯處於下風之下最終以2 1/4馬位差距落敗獲得亞軍。
回國後直接出戰寶塚紀念，成功壓過上年度兩冠馬黃金船及本年度春季天皇賞冠軍超常駿驥獲得第一人氣。比賽開始後，其於第三的位置推進，保持穩定節奏下以先頭的位置進入直路。進入直路後其開始加速，然而此時與貴婦人一同進入直路的黃金船亦隨即衝刺並開始拉開距離，最終其被黃金船拉開之下又未能超越前方的野田詩韻，以第三完賽。
由於於寶塚紀念的失利，陣營決定放棄遠征法國的計劃，秋季以專心國內賽事爲主。
放草過後直接出戰秋季天皇賞，比賽初段由東京光環做出前1000米58.4秒的超快步速，導致貴婦人失去節奏於第二的位置狂奔。進入直路後由於東京光環失速沉底，其成功進佔領先的位置，但最終被後上的一路通加速超越，更於被對手拉開4馬位的情況下落敗得第二。
11月24日出戰日本盃，改爲由莫雅策騎。本次比賽前方有榮進閃耀帶頭慢放，以62.4秒的超慢步速通過頭1000米標示，以貴婦人則於第四左右的位置推進。進入直路後，其經已因爲於第四彎道的加速率先衝出，其於繼續加速之下成功抵擋後放有型露比的追擊，最終以鼻位險勝對手奪得冠軍，成爲首匹連霸日本盃的賽駒。

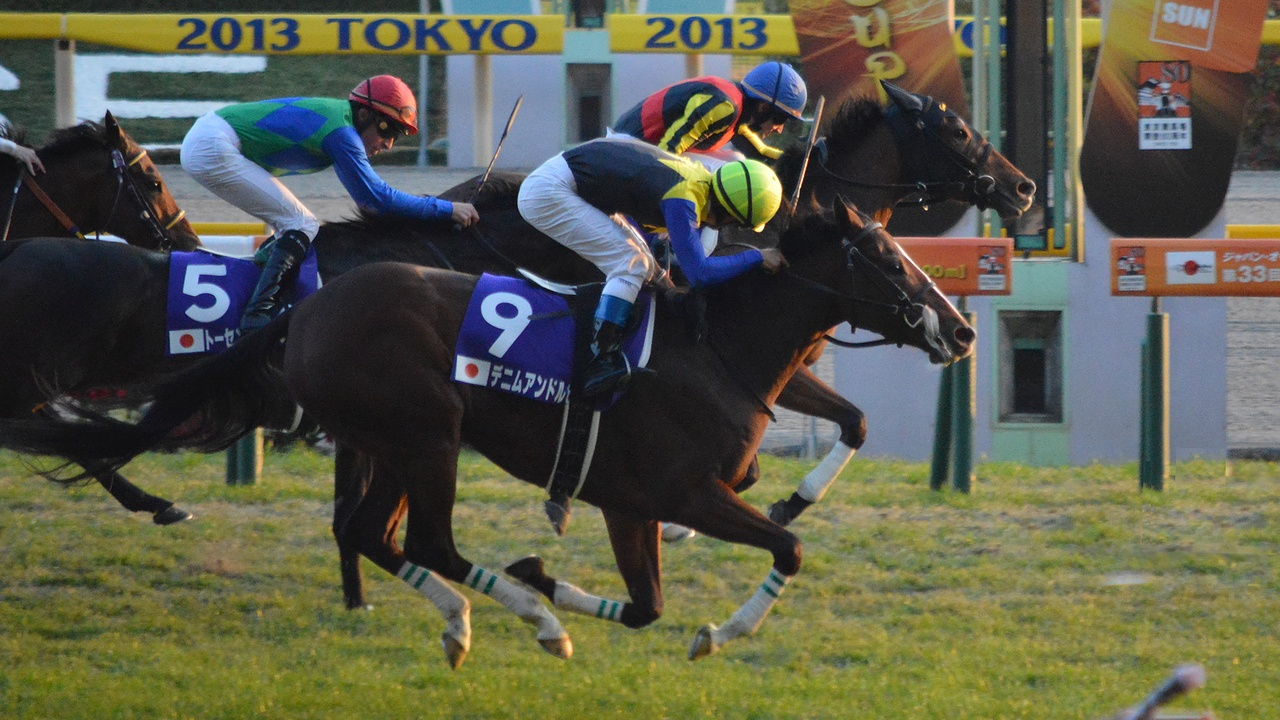
出戰日本盃的貴婦人

年末，由於其成功達成前無古人的日本盃連霸及於杜拜司馬經典賽和秋季天皇賞跑出優秀表現，於評選中以274票當選最佳4歲及以雌馬，但於日本馬王評選中則大敗於在短途賽事大放異彩的龍王。

### 5歲
2014年首戰爲京都紀念，雖然獲得壓倒性的第一人氣，但於直路上未能跑出優秀的速度，最終以第六完賽，爲其首次未能入板。
其後再度遠征阿聯酋，夥拍莫雅出戰杜拜司馬經典賽。比賽開始後其進入穩定的節奏，但於第一彎道被其他馬匹碰撞﹐調整過後其重拾節奏於中團位置追走。進入直路後﹐貴婦人一度被天鷹翱翔迫入內欄，所幸騎師莫雅成功指示其稍為減速﹐待右側出現空隙後瞬間以左手鞭修正路徑並將其抽出外檔加速，最終爆發優秀速度下成功以1 1/2馬位優勢壓過天鷹翱翔奪冠，更跑出2分27.25秒的破紀錄時間。
回國後出戰寶塚紀念，計優駿牝馬後再次由騎師川田策騎。比賽開始後，其成功搶佔有利位置於先頭推進，並以穩定節奏繼續追趕維持前方的黃金船。然而進入直路後，其未能開始加速衝刺，最終失速以生涯最差的第九完賽。
夏季放草過後出戰秋季天皇賞，比賽途中成功一直保持於第三，進入直路趁領放馬機伶獵駒及欣喜之淚失速和明媚島爭搶領先位置，於處上風下一度領先，但最終於終點線被史匹堡超越以3/4馬位落敗。
11月30日出戰日本盃，以挑戰三連霸的偉業爲目標。比賽開始後，其於中團位置發走，進入直路後開始發力加速，但受限於較泥濘的賽道未有太大效果，最終未能追上處於前方的神威啟示下再被後方的一路通及史匹堡超越，以第四完賽。
12月28日出戰退役戰有馬紀念，由於此前的騎師莫雅於日本之客串期滿，因而改爲戶崎圭太策騎。比賽開始後，其以良好的節奏起步成功進佔第三，進入直路後隨即開始加速，成功衝出馬群下保持領先優勢，最終以3/4馬位領先後方追擊的邁向世界率先衝線奪冠，達成父女制霸亦達成有終之美。勝出此場賽事後，其成爲計伏特加後再一匹達成草地一級賽七冠偉業的雌馬，亦成爲首匹於日本中央四大競馬場均贏得一級賽的雌馬，更以17億2603萬400日圓的獎金於當時僅次「世紀末霸王」好歌劇成爲獎金王亞軍。

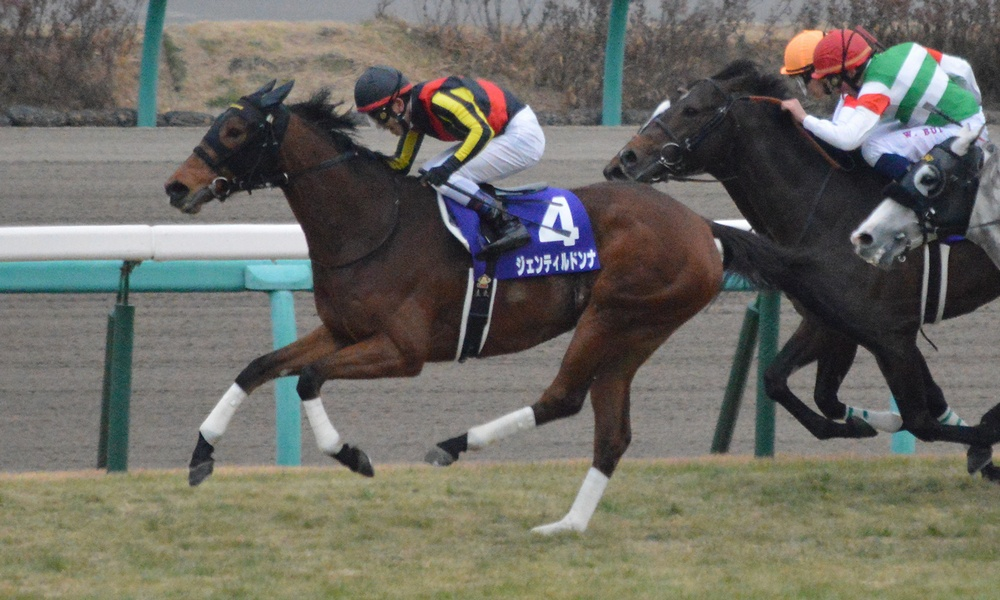
出戰有馬紀念的貴婦人

其後按照計劃退役，並於有馬紀念當日所有賽事結束後身披勝出杜拜司馬經典賽時的馬衣舉行退役儀式。
年末，由於其兩勝一級賽的優秀表現，於評選中以全票285票蟬聯最佳4歲雌馬，亦以231票時隔一年再度當選日本馬王。

### 詳細賽績
| 日期       | 舉辦國家 | 馬場 | 距離   | 級別 | 賽事名稱       | 負重 | 騎師     | 馬號 | 出馬 | 名次 | 時間     | 頭馬（二馬）         |
| ---------- | -------- | ---- | ------ | ---- | -------------- | ---- | -------- | ---- | ---- | ---- | -------- | -------------------- |
| 19/11/2011 | 日本     | 京都 | 草1600 |      | 2歲新馬        | 54   | 杜滿萊   | 9    | 17   | 2    | 1:41.0   | A Shin Full Mark     |
| 10/12/2011 | 日本     | 阪神 | 草1600 |      | 2歲未勝利      | 54   | 曼迪沙寶 | 16   | 18   | 1    | 1:36.7   | （Yamanin Cavalier） |
| 8/1/2012   | 日本     | 京都 | 草1600 | GIII | 新山紀念       | 54   | 李慕華   | 7    | 15   | 1    | 1:34.3   | （Meiner Attract）   |
| 3/3/2012   | 日本     | 阪神 | 草1600 | GIII | 鬱金香賞       | 54   | 岩田康誠 | 1    | 14   | 4    | 1:36.1   | 哈娜目標             |
| 8/4/2012   | 日本     | 阪神 | 草1600 | GI   | 櫻花賞         | 55   | 岩田康誠 | 10   | 18   | 1    | 1:34.6   | （極峰）             |
| 20/5/2012  | 日本     | 東京 | 草2400 | GI   | 優駿牝馬       | 55   | 川田將雅 | 14   | 18   | 1    | 2:23.6   | （極峰）             |
| 16/9/2012  | 日本     | 阪神 | 草1800 | GII  | 玫瑰錦標       | 54   | 岩田康誠 | 6    | 10   | 1    | 1:46.8   | （極峰）             |
| 14/10/2012 | 日本     | 京都 | 草2000 | GI   | 秋華賞         | 55   | 岩田康誠 | 14   | 18   | 1    | 2:00.4   | （極峰）             |
| 25/11/2012 | 日本     | 東京 | 草2400 | GI   | 日本盃         | 53   | 岩田康誠 | 15   | 17   | 1    | 2:23.1   | （黃金巨匠）         |
| 30/3/2013  | 阿聯酋   | 美丹 | 草2410 | GI   | 杜拜司馬經典賽 | 54.5 | 岩田康誠 | 8    | 11   | 2    | 紀錄缺失 | 聖堂                 |
| 23/6/2013  | 日本     | 阪神 | 草2200 | GI   | 寶塚紀念       | 56   | 岩田康誠 | 11   | 11   | 3    | 2:13.8   | 黃金船               |
| 27/10/2013 | 日本     | 東京 | 草2000 | GI   | 秋季天皇賞     | 56   | 岩田康誠 | 9    | 17   | 2    | 1:58.2   | 一路通               |
| 24/11/2013 | 日本     | 東京 | 草2400 | GI   | 日本盃         | 55   | 莫雅     | 7    | 17   | 1    | 2:26.1   | （有型露比）         |
| 16/2/2014  | 日本     | 京都 | 草2200 | GII  | 京都紀念       | 56   | 福永祐一 | 3    | 12   | 6    | 2:16.5   | Desperado            |
| 29/3/2014  | 阿聯酋   | 美丹 | 草2410 | GI   | 杜拜司馬經典賽 | 55   | 莫雅     | 12   | 15   | 1    | 2:27.25  | （天鷹翱翔）         |
| 29/6/2014  | 日本     | 阪神 | 草2200 | GI   | 寶塚紀念       | 56   | 川田將雅 | 6    | 12   | 9    | 2:15.1   | 黃金船               |
| 2/11/2014  | 日本     | 東京 | 草2000 | GI   | 秋季天皇賞     | 56   | 戶崎圭太 | 1    | 18   | 2    | 1:59.8   | 史匹堡               |
| 30/11/2014 | 日本     | 東京 | 草2400 | GI   | 日本盃         | 55   | 莫雅     | 3    | 18   | 4    | 2:24.0   | 神威啟示             |
| 28/12/2014 | 日本     | 中山 | 草2500 | GI   | 有馬紀念       | 55   | 戶崎圭太 | 4    | 16   | 1    | 2:35.3   | （邁向世界）         |

## 退役後
退役後，貴婦人成爲了繁殖雌馬，於北海道安平町北部牧場休養，在2015年進行配種。首匹Moana Anela子嗣於2016年出生，可於2018年出賽，2019年5月12日經已於中央的未勝利戰取勝。2022年9月25日，吉典娜在產經賞取勝，成爲首匹勝出分級賽的子嗣。11月13日，吉典娜於女皇伊利沙伯二世盃取勝，成爲首匹於一級賽取勝的貴婦人子嗣。
2025年於未有配種的情況下由繁殖退役，在同一地方以功勞馬身份進行養老生活。

### 主要子嗣

#### 一級賽優勝子嗣
粗體字為一級賽
2018年生
- 吉典娜（產經賞、女皇伊利沙伯二世盃）

### 詳細繁殖資料
| 數目   | 馬名         | 出生年 | 性別 | 父系     | 練馬師                       | 馬主                 | 戰績                                                 |
| ------ | ------------ | ------ | ---- | -------- | ---------------------------- | -------------------- | ---------------------------------------------------- |
| 第一匹 | Moana Anela  | 2016   | 雌   | 夏威夷王 | 栗東・石坂正 →栗東・石坂公一 | Sunday Racing Co Ltd | 20戰3冠1亞1季（退役・繁殖）                          |
| 第二匹 | 貴婦人2017   | 2017   | 雄   | 夏威夷王 |                              |                      | （未出戰）                                           |
| 第三匹 | 吉典娜       | 2018   | 雌   | 滿樂時   | 栗東・石坂正 →栗東・齊藤崇史 | Sunday Racing Co Ltd | 23戰6冠2亞3季（退役・繁殖） 分級賽2勝、內含一級賽1勝 |
| 第四匹 | Marina Donna | 2019   | 雌   | 龍王     | 栗東・安田隆行               | Sunday Racing Co Ltd | 5戰0冠0亞0季（退役・繁殖）                           |
|        | （受胎失敗） |        |      | 龍王     |                              |                      |                                                      |
| 第五匹 | Evangelina   | 2021   | 雌   | 滿樂時   | 栗東・齊藤崇史               | Sunday Racing Co Ltd | 1戰0冠0亞0季（退役・繁殖）                           |
|        | （受胎失敗） |        |      | 神威啟示 |                              |                      |                                                      |
| 第六匹 | Argentera    | 2023   | 雌   | 澤芳     | 栗東・齊藤崇史               | Sunday Racing Co Ltd | （出賽前）                                           |
| 第七匹 | 貴婦人2024   | 2024   | 雌   | 神威啟示 |                              |                      | （出賽前）                                           |

## 血統簡介
父系大震撼爲日本賽駒，爲日本賽馬史上第二匹無敗三冠馬，生涯出戰十四場賽事僅得兩場未能勝出，被譽為「日本近代賽馬的結晶」與「英雄」，退役後配種成績亦極爲優秀。祖父週日寧靜是美國三冠賽雙軍馬，退役後在日本配種，在日本馬壇相當成功，贏得多項分級賽事，其子嗣贏得巨額獎金。
母系Donna Blini爲英國賽駒，生涯戰績優秀，曾勝出一級賽卓維利園錦標。外祖父Bertolini爲美國生產的英國賽駒，生涯戰績不俗，曾勝出三級賽七月錦標及於三項一級賽跑獲亞軍。

### 血統表
| 父線：週日寧靜系（Halo系）                 |                                 |                   |                 |
| 種馬 大震撼 2002年（棗色）                 | 週日寧靜 1986年（棕色）         | Halo              | Hail to Reason  |
| 種馬 大震撼 2002年（棗色）                 | 週日寧靜 1986年（棕色）         | Halo              | Cosmah          |
| 種馬 大震撼 2002年（棗色）                 | 週日寧靜 1986年（棕色）         | Wishing Well      | Understanding   |
| 種馬 大震撼 2002年（棗色）                 | 週日寧靜 1986年（棕色）         | Wishing Well      | Mountain Flower |
| 種馬 大震撼 2002年（棗色）                 | 風中秀髮 1991年（棗色）         | Alzao             | 利法爾          |
| 種馬 大震撼 2002年（棗色）                 | 風中秀髮 1991年（棗色）         | Alzao             | Lady Rebecca    |
| 種馬 大震撼 2002年（棗色）                 | 風中秀髮 1991年（棗色）         | Burghclere        | Busted          |
| 種馬 大震撼 2002年（棗色）                 | 風中秀髮 1991年（棗色）         | Burghclere        | Highclere       |
| 繁殖雌馬 Donna Blini 2003年（栗色）        | Bertolini 1996年（棗色）        | 單色              | 北地舞人        |
| 繁殖雌馬 Donna Blini 2003年（栗色）        | Bertolini 1996年（棗色）        | 單色              | Pas de Nom      |
| 繁殖雌馬 Donna Blini 2003年（栗色）        | Bertolini 1996年（棗色）        | Aquilegia         | 雅力達          |
| 繁殖雌馬 Donna Blini 2003年（栗色）        | Bertolini 1996年（棗色）        | Aquilegia         | Courtly Dee     |
| 繁殖雌馬 Donna Blini 2003年（栗色）        | Cal Norma's Lady 1988年（栗色） | Lyphard's Special | 利法爾          |
| 繁殖雌馬 Donna Blini 2003年（栗色）        | Cal Norma's Lady 1988年（栗色） | Lyphard's Special | My Bupers       |
| 繁殖雌馬 Donna Blini 2003年（栗色）        | Cal Norma's Lady 1988年（栗色） | Jun Darling       | Junius          |
| 繁殖雌馬 Donna Blini 2003年（栗色）        | Cal Norma's Lady 1988年（栗色） | Jun Darling       | Beau Darling    |
| 雌系：號族：16-f                           |                                 |                   |                 |
| 五代內近親交配：利法爾 4×4、北地舞人 5×4×5 |                                 |                   |                 |

## 命名由來
名字Gentildonna（ジェンティルドンナ）於意大利語中，有「貴婦人」之意思，聯想之母系之名字Donna Blini。

## 外部連結
- 貴婦人 netkeiba.com （页面存档备份，存于）
- 血統表 （页面存档备份，存于）